# Let's Do It, Let's Fall in Love
"Let's Do It, Let's Fall in Love" (også kendt som "Let's Do It (Let's Fall in Love)" eller blot "Let's Do It") er en sang skrevet i 1928 i Cole Porter. Den blev introduceret i Porters første Broadway-succes, musicalen Paris (1928) af den franske Irène Bordoni som Porter havde Porter havde skrevet musicalen til.
Bordonis mand og produceren af Paris, Ray Goetz, overbeviste Porter at give Broadway endnu et forsøg med dette show. Sangen blev senere brugt i den engelske produktion af Wake Up and Dream (1929) og den blev brugt som temamusikken til Hollywood-filmen Grand Slam (1933) med Loretta Young og Paul Lukas. I 1960 blev den også brugt i filmversionen af Cole Porters Can-Can.

## Notable indspilninger
- Dorsey Brothers & their Orchestra (vokal, Bing Crosby) (January 26, 1929)[5]
- Lee Morse (1928)
- Rudy Vallée and His Connecticut Yankees (kridteret som Frank Mater; 1928)
- Mary Martin med Ray Sinatra & His Orchestra - (1941)
- Eartha Kitt med Henri René and his Orchestra. Indspillet i New York City d 5. oktober, 1951. Udgivet af RCA Victor Records som katalognummer 20-5737[6] and by EMI on the His Master's Voice label as catalog number B 10778. The song was also released on the LP That Bad Eartha (1953)
- Dinah Washington - In the Land of Hi-Fi (1956)
- Louis Armstrong - Ella and Louis Again (1957), Louis Armstrong Meets Oscar Peterson (1957)
- The Kirby Stone Four - Baubles, Bangles, And Beads (1958)
- Frank Sinatra & Shirley MacLaine, Can-Can Soundtrack, 1960
- Della Reese - Della Della Cha-Cha-Cha (1960)
- MAD parodierede sangen i en tegneseriestribe i finalen på "The MAD "Comic" Opera" fra MAD #56, skrevet af Frank Jacobs: "We've heard that Blondie and Dag do it/Frequently a Yokum and a Scragg do it/Let's do it, let's fall in love...."
- Al Hirt - The Greatest Horn in the World (1961)[7]
- Nancy Sinatra - Sugar (1967)
- Hildegard Knef - Träume heißen Du ("Sei mal verliebt" - tysk version, 1968)
- Ella Fitzgerald - Ella Fitzgerald Sings the Cole Porter Songbook (1956), The Stockholm Concert, 1966 (1966), Montreux '75 (1975)
- Johnny Hartman - Thank You for Everything (1998), rec. 1976
- John Inman - I'm Free (1977)
- Kim Basinger - The Marrying Man (1991)
- Joan Jett og Paul Westerberg of The Replacements indspillet en punkversion til soundtracket til Tank Girl
- Susannah McCorkle - Easy to Love – The Songs of Cole Porter (1996)
- Lee Wiley - Hot House Rose (1996), Sings Porter and Gershwin (2004)
- Dee Dee Bridgewater - Dear Ella (1997)
- Come Shine - Come Shine (2001)
- Chico Buarque og Elza Soares – "Façamos - Vamos Amar" (brasiliansk version, 2002)
- Alanis Morissette - Alanis Morissette: The Collection (2005) (oprindeligt udgivet på soundtracket til De-Lovely)
- Diana Ross - Blue (indspillet i 1973, ikke udgivet før 2006)
- Barbara Schöneberger - Sei mal verliebt - Jetzt singt sie auch noch! (2007)
- James Newman - Skins (Newman optrådte med sangne som karakteren Tony i episoden "Tony" af den amerikanske version af den britiske serie Skins)
- Yves Heck - Heck spillede den fysiske rolle, mens Conal Fowkes sang som Cole Porter i Woody Allens film Midnight in Paris (2011)
- Wonder Pets — I episoden "Save the Puppy",
- The Sesame Street sangen "Let's Lay an Egg" er en parodi af sangne med teksten "Snails do it, slugs do it. Even tiny Twiddlebugs do it!"
- Molly Ringwald - temaet til sangen The Secret Life of the American Teenager fra 2008 ttil 2012, hvor Ringwald også medvirker som Anne Juergens. Ringwalds udgivet er upbeat, og indeholder linjerne "Falling in love is such a easy thing to do. Birds can do it, we can do it. Let's stop talking, let's get to it. Let's fall in love."
- En duet blev indspillet af den skotske sanger Todd Gordon og Eddi Reader akkompagneret af The Royal Air Force Squadronaires big band (2012), produceret af Ken Barnes
- Pablo Bubar - Boom Town (2013)
- Bunny Berigan
- Lady Gaga indspillede en version af sangen på sit album Love for Sale (2021) med Tony Bennett.[8]